# Teddy Gardner
Teddy Gardner (* 27. Januar 1922 in West Hartlepool, County Durham, Vereinigtes Königreich; † 1977) war ein britischer Boxer. Er war Europameister der Berufsboxer im Fliegengewicht.

## Werdegang
Teddy Gardner begann als Jugendlicher mit dem Boxen. Genaueres über seine Anfänge ist aber nicht bekannt. Schon mit 16 Jahren wurde er Berufsboxer und blieb dies über den langen Zeitraum von 14 Jahren. Daneben betätigte er sich als Gastwirt in West Hartlepool, da er, vor allem in den Jahren bis 1950, von seinen Gagen als Berufsboxer kaum leben konnte. Seine großen sportlichen Erfolge erzielte er praktisch erst in den Jahren von 1949 bis 1952.

### Karriere als Berufsboxer
Teddy Gardner bestritt seinen ersten Profikampf am 23. Mai 1938 in West Hartlepool und kam dabei im Fliegengewicht zu einem K.-o.-Sieg in der 4. Runde über Jack Herbert. Bis 1940 kämpfte er dann regelmäßig gegen britische Gegner in West Hartlepool, Middlesbrough, Sunderland und Newcastle. 1941 und 1942 war er inaktiv und 1943 und 1944 bestritt er nur drei Kämpfe, die er gewann. Von Juli bis November 1945 boxte er fünfmal in Bangalore, Indien, wobei er vier Kämpfe gewann.
In den Jahren 1946 bis 1949 kämpfte er sich in der britischen Rangliste langsam aber stetig nach oben und erhielt am 13. Dezember 1949 die Chance, in Kensington gegen seinen englischen Landsmann Danny O’Sullivan um den vakanten britischen Bantamgewichtsmeistertitel (BBBofC British Bantamweight Title) zu boxen. Er hatte allerdings Pech, denn er verlor diesen Kampf durch Technischen K. o. in der 9. Runde, weil er wegen einer klaffenden Augenbrauenwunde (Cut) nicht mehr weiterboxen konnte.
Am 13. Februar 1950 boxte er in Newcastle gegen den Kanadier Fernando Gagnon um das Herausforderungsrecht an den Commonwealth-(British Empire)-Meister im Bantamgewicht. Er verlor diesen Kampf aber durch Technischen K. o. in der 4. Runde. Danach gelangen ihm aber eine Reihe von wichtigen Siegen gegen starke Gegner. So besiegte er am 30. Oktober 1950 in Newcastle Dickie O’Sullivan nach Punkten, am 22. Januar 1951 schlug er den Franzosen Honore Pratesi und am 19. Februar 1951 auch dessen Landsmann Louis Skena nach Punkten. Am 8. Oktober 1951 schlug er in Newcastle den Schotten Vic Herman nach zwölf Runden nach Punkten. Bei diesem Kampf ging es um das Herausforderungsrecht an den Commonwealth-(British Empire)-Meister im Fliegengewicht.
Durch diese Siege wurde Teddy Gardner im Box-Fachblatt "The Ring" in der Weltrangliste des Novembers 1951 hinter Terry Allen und vor Vic Herman und dem australischen Meister Taffy Hancock auf Platz 2 geführt. Louis Skena nahm in dieser Rangliste Platz 7 ein. NBA-Weltmeister war zu diesem Zeitpunkt der Hawaiianer Dado Marino.
Teddy Gardner erhielt dann am 18. Februar 1952 die Chance in Newcastle gegen Louis Skena um den EBU-Europameistertitel im Fliegengewicht, der durch den Rücktritt des bisherigen Europameisters Jean Sneyers aus Belgien vakant geworden war, zu boxen. Er gewann diesen Kampf durch K. o. in der 6. Runde und durfte sich damit als neuer Europameister feiern lassen. Vier Wochen später, am 17. März 1952, verteidigte Teddy Gardner den Europameistertitel in der St.-James-Hall in Newcastle gegen Ex-Weltmeister Terry Allen, in einem Kampf, in dem es außerdem um den britischen Meistertitel und um den Commonwealth-(British Empire)-Fliegengewichtsmeistertitel ging. Der Kampf verlief völlig ausgeglichen und der mit der alleinigen Entscheidungsbefugnis ausgestattete Ringrichter Peter Muir aus Glasgow entschied auf Punktsieg von Teddy Gardner. Teddy Gardner stand damit mit 30 Jahren auf dem Höhepunkt seiner sportlichen Laufbahn.
Am 28. April 1952 besiegte er in Newcastle den französischen Ex-Europameister Maurice Sandeyron nach zehn Runden nach Punkten. Am 30. Juni 1952 verteidigte er in West Hartlepool seinen Europameistertitel gegen den Italiener Otello Belardinelli nach 15 Runden mit einem Punktsieg erfolgreich. In der Weltrangliste von "The Ring" wurde er Ende Juni 1952 im Fliegengewicht hinter Yoshio Shirai aus Japan und Tammy Campos aus den Philippinen auf Platz 3 geführt. Terry Allen und Vic Herman folgten auf den nächsten Plätzen. Weltmeister war immer noch Dado Marino.
Am 8. September 1952 verteidigte Teddy Gardner den Commonwealth-(British Empire)-Titel in Newcastle gegen den Südafrikaner Jake Tuli (Jakob N'Tuli). Er verlor diesen Kampf gegen den wesentlich jüngeren Tuli durch Technischen K. o. in der zwölften Runde, nachdem er mehrmals den Boden aufsuchen musste. Nach dieser schweren Niederlage legte er kurz danach auch den britischen Meistertitel und den Europameistertitel im Fliegengewicht nieder und beendete seine Laufbahn.

### Titelkämpfe von Teddy Gardner
| Jahr | Ort                 | Titel                                                                               | Gewichtsklasse | Ergebnis                                                   |
| 1949 | Kensington, UK      | Britischer Meistertitel                                                             | Bantam         | Techn. K. o.-Niederlage gegen Danny O’Sullivan             |
| 1952 | Newcastle, UK       | EBU-Europameistertitel                                                              | Fliegen        | K. o.-Sieg in der 6. Runde über Louis Skena, Frankreich    |
| 1952 | Newcastle, UK       | EBU-Europameistertitel, Commonwealth-(British Empire)Titel, Britischer Meistertitel | Fliegen        | Punktsieg nach 15 Runden über Terry Allen                  |
| 1952 | West Hartlepool, UK | EBU-Europameistertitel                                                              | Fliegen        | Punktsieg nach 15 Runden über Otello Belardinelli, Italien |
| 1952 | Newcastle, UK       | Commonwealth-(Britisch Empire)-Titel                                                | Fliegen        | Technische K. o.-Niederlage in der 12. Runde               |

Erläuterungen
- Linksausleger, Führhand ist die linke, Schlaghand die rechte Hand
- NBA = National Boxing-Association, führender Welt-Boxverband, später teilte sich dieser in den WBC (World-Boxing-Council) und in die WBA (World-Boxing-Association)
- EBU = Europäische Box-Union
- UK = United Kingdom (Vereinigtes Königreich)
- BBBofC = Britisch Boxing Board of Control